# Stade Français

Logo von Stade Français

Logo der Fußballabteilung

Stade Français ist ein polysportiver Verein aus der französischen Hauptstadt Paris und einer der ältesten Sportvereine des Landes. Gegründet wurde er am 13. Dezember 1883 im Café Procope im 6. Arrondissement, heute befindet er sich im gehobenen 16. Arrondissement im Westen der Stadt, unmittelbar neben dem Prinzenparkstadion gelegen. 1995 erfolgte die Fusion mit dem CASG (Club athlétique des sports généraux). Der Verein zählt heute rund 12.000 aktive Mitglieder. Im Verlaufe der Vereinsgeschichte haben die Mitglieder von Stade Français über 80 olympische Medaillen und hunderte von französischen Meistertiteln in verschiedenen Einzel- und Mannschaftssportarten gewonnen.

## Abteilungen
Der Verein umfasst heute 22 Abteilungen:
| - Badminton - Basketball - Bridge - Fechten - Fußball - Golf - Handball - Hockey - Judo - Leichtathletik - Rugby Union | - Schach - Schwimmen - Segeln - Ski - Squash - Synchronschwimmen - Tanz - Tennis - Triathlon - Turnen - Volleyball |

Siehe auch: Stade Français (Eishockey), Stade Français (Fußball), Stade Français (Rugby Union)

## Prominente Mitglieder
| - Géo André - Larbi Ben Barek - Marcel Bernard - Olivier Brouzet - Jacques Chaban-Delmas - Christophe Dominici - Guy Drut | - Hervé Dubuisson - Jean Galfione - Fabien Galthié - Roland Garros - Max Guazzini - Helenio Herrera - René Lacoste | - Jules Ladoumègue - Sylvain Marconnet - Simonne Mathieu - Alain Mimoun - Micheline Ostermeyer - Raoul Paoli - Marie-José Pérec | - Alexandre Pharamond - Charles Rigoulot - Olivier Roumat - Antoine de Saint-Exupéry |

## Hockeyabteilung
| Europapokalbilanz Herren Feld |                       |        |       |           |
| Jahr                          | Wettbewerb            | Niveau | Platz | Ort       |
| 1979                          | Club Champions Cup    | 1      | 10    | Den Haag  |
| 1997                          | Cup Winners Cup       | 1      | 7     | Reading   |
| 2006                          | Club Champions Trophy | 2      | 1     | Wettingen |
| 2007                          | Cup Winners Trophy    | 2      | 5     | Prag      |

Die 1903 gegründete Hockeyabteilung konnte zahlreiche Landesmeisterschaften erringen.
- EuroHockey Club Champions Trophy: 2006

- Französischer Meister Herren Feld: (25) 1905, 1910, 1911, 1912, 1913, 1914, 1920, 1931, 1932, 1933, 1934, 1935, 1937, 1938, 1937, 1944, 1946, 1949, 1951, 1952, 1953, 1957, 1978, 2005
- Französischer Meister Damen Feld: (42) 1925, 1927, 1929, 1931, 1934, 1937, 1943, 1950, 1953, 1959, 1960, 1961, 1962, 1963, 1964, 1965, 1967, 1968, 1969, 1970, 1971, 1973, 1974, 1976, 1977, 1978, 1979, 1980, 1981, 1982, 1985, 1986, 1987, 1988, 1989, 1990, 1991, 1992, 1994, 1996, 1997, 1998

## Handballabteilung
- Französischer Meister Damen: (3) 1956, 1984, 1986
  - Finalist: (2) 1969, 1987
- Französischer Pokalsieger Damen (2) : 1986, 1987

## Rugby-Abteilung
Die 1883 gegründete Rugby-Abteilung hat 14 französische Meisterschaftstitel errungen: 1893, 1894, 1895, 1897, 1898, 1901, 1903, 1908, 1998, 2000, 2003, 2004, 2007, 2015.